# Roztoky u Semil
Roztoky u Semil là một làng thuộc huyện Semily, vùng Liberecký, Cộng hòa Séc.